# Поляризація вакууму
Поляризація вакууму — сукупність віртуальних процесів народження і анігіляції пар частинок у вакуумі, обумовлене квантовими флуктуаціями. Ці процеси формують нижній (вакуумний) стан систем взаємодіючих квантових полів.

## Механізм поляризації вакууму

Діаграма Фейнмана для процесу поляризації вакууму (однопетльове наближення). Віртуальна петля

На відміну від абстрактного (математичного) вакууму, який представляється абсолютною порожнечею, реальний (фізичний) вакуум є порожнім тільки «в середньому». На це «середнє» і налаштовані наші прилади. Однак, як добре ми б не спустошували й не екранували певну область простору, в ній, в силу принципу невизначеності можуть існувати віртуальні частинки. В тому числі, можливе навіть народження заряджених частинок в парі зі своєю античастинкою — це так звана, віртуальна петля на діаграмі Фейнмана. Петля може існувати дуже короткий час, в межах квантової невизначеності {\displaystyle \delta t\approx \hbar /\delta E}, щоб не порушувати закон збереження енергії. Але якщо на вакуум впливає зовнішнє поле, то за рахунок його енергії можливе народження реальних часток. Взаємодія часток з вакуумом призводить до зміни маси і заряду частинок.

## Поляризація вакууму і квантова електродинаміка
Поляризація вакууму в квантовій електродинаміці полягає в утворенні віртуальних електронно-позитронних (а також мюон-антимюоних і тау-лептон-антітаонних) пар з вакууму під впливом електромагнітного поля. Поляризація вакууму призводить до радіаційних поправок до законів квантової електродинаміки і до взаємодії нейтральних частинок з електромагнітним полем.

## Поляризація вакууму і квантова хромодинаміка
Поляризація вакууму глюонами в квантовій хромодинаміці призводить до антиекранування колірного заряду і призводить до неспостережності вільних кварків..

## Поляризація вакууму та гравітація
На надмалих відстанях ({\displaystyle 10^{-33}} см) виникає зв'язок квантових ефектів з гравітаційними. Надважкі віртуальні частинки створюють навколо себе помітне гравітаційне поле, яке починає спотворювати геометрію простору. Маси таких частинок {\displaystyle m\approx {\sqrt {\frac {\hbar c}{g}}}}, приблизно {\displaystyle 10^{19}} ГеВ (маса Планка), довжина хвилі {\displaystyle \lambda \approx {\frac {\hbar }{mc}}}, приблизно {\displaystyle 10^{-33}} см (довжина Планка). Передбачається, що процеси гравітаційної поляризації вакууму грають важливу роль в космології.
З іншого боку, цілком можливо, що на таких відстанях традиційні уявлення про простір і час (і, в тому числі, про поляризацію вакууму) стають зовсім непридатними, і звичний квантовопольовий підхід перестає бути адекватним, поступаючись місцем теоріям квантової гравітації, заснованим на виявленні незвичайних геометричних і топологічних властивостей квантованного простору-часу, таким, як М-теорія, петльова квантова гравітація та причинна динамічна тріангуляція.

## Явища, зумовлені поляризацією вакууму
- Ефект Унру
- Лембів зсув
- Ефект Казимира
- Ефект Шарнгорста